# Lotus eriophthalmus
Lotus eriophthalmus är en ärtväxtart som beskrevs av Philip Barker Webb och Sabin Berthelot. Lotus eriophthalmus ingår i släktet käringtänder, och familjen ärtväxter. Inga underarter finns listade i Catalogue of Life.